# Sisyrinchium pearcei
Sisyrinchium pearcei Phil. – gatunek miecznicy należący do rodziny kosaćcowatych (Iridaceae Juss.). Występuje naturalnie w Ameryce Południowej.

## Rozmieszczenie geograficzne
Rośnie naturalnie w  Chile, w regionach Araukania, Los Ríos, Los Lagos oraz Aisén. 

## Morfologia
ŁodygaDorasta do 30 cm wysokości.
KwiatyPosiadają po 6 płatków o żółtej barwie.

## Biologia i ekologia
Bylina. Preferuje stanowiska dobrze nasłonecznione. Występuje na dużych wysokościach w pobliżu granicy lasu.
Rośnie zarówno na obszarach wilgotnych, z niemal stałymi opadami, jak i suchych, gdzie susza może trwać nawet do 5 miesięcy. Występuje do 7 (czasem nawet do 6b) strefy mrozoodporności.

## Zastosowanie
Gatunek bywa uprawiany jako roślina ozdobna.